# Peggy Hull
Peggy Hull, född 1889, död 1967, var en amerikansk journalist och den första kvinnliga krigskorrespondent som ackriditerats av USA:s väpnade styrkor.
En krater på Venus har fått sitt namn efter henne.

## Biografi
Peggi Hull föddes som Henrietta Eleanor Goodnough på en gård i närheten av Bennington i Kansas. Föräldrarna skildes tidigt och hon växte upp med sin mor och hennes nya man i Marysville. När hon var sexton år gammal började hon som sättare 
på tidningen Junction City Sentinel och blev snart reporter. Hon mötte sin första man, reportern och senare manusförfattaren George Charles Hull, när hon arbetade på tidningen Denver Republican. De gifte sig 1910 och flyttade till Havaii där de arbetade på var sin tidning.
Paret skiljde sig 1916 och Hull, som nu arbetade på tidningen Cleveland Plain Dealer skickades till gränsen mot Mexiko för att följa general John Pershing "straffexpedition" mot Pancho Villa.
Året efter skickades hon till Frankrike av tidningen Morning Times för att rapportera om första världskriget. Eftersom hon var kvinna blev hon dock inte ackriditerad. Tack vare bekantskapen med general Pershing fick hon möjlighet att följa artilleriövningarna under en dryg månad innan hon tvingades återvända till Paris. År 1918 fick hon äntligen sin ackriditering och kunde rapportera om militära aktiviteter i Sibirien, Shanghai och på flera öar i Stilla havet.